# Ruta mariana
La Ruta Mariana és un itinerari cultural i religiós que uneix els santuaris del Pilar, Torreciutat, Montserrat, Lorda i Meritxell. La iniciativa es va començar a gestar el 2008 però no es va presentar fins a la Fira de Turisme de Madrid Fitur del 2010 El 2010 el santuari de Lorda havia rebut 6 milions de visitants, el del Pilar 7 milions, el de Montserrat 2,3 milions i el de Torreciutat 400.000. El Santuari de Meritxell fou l'últim en incorporar-se a la ruta, el 2014. A través de 'Ruta Mariana Incoming' les entitats unifiquen les relacions amb agències de viatges i touroperadors a través de la web de Ruta mariana.

## Galeria d'imatges

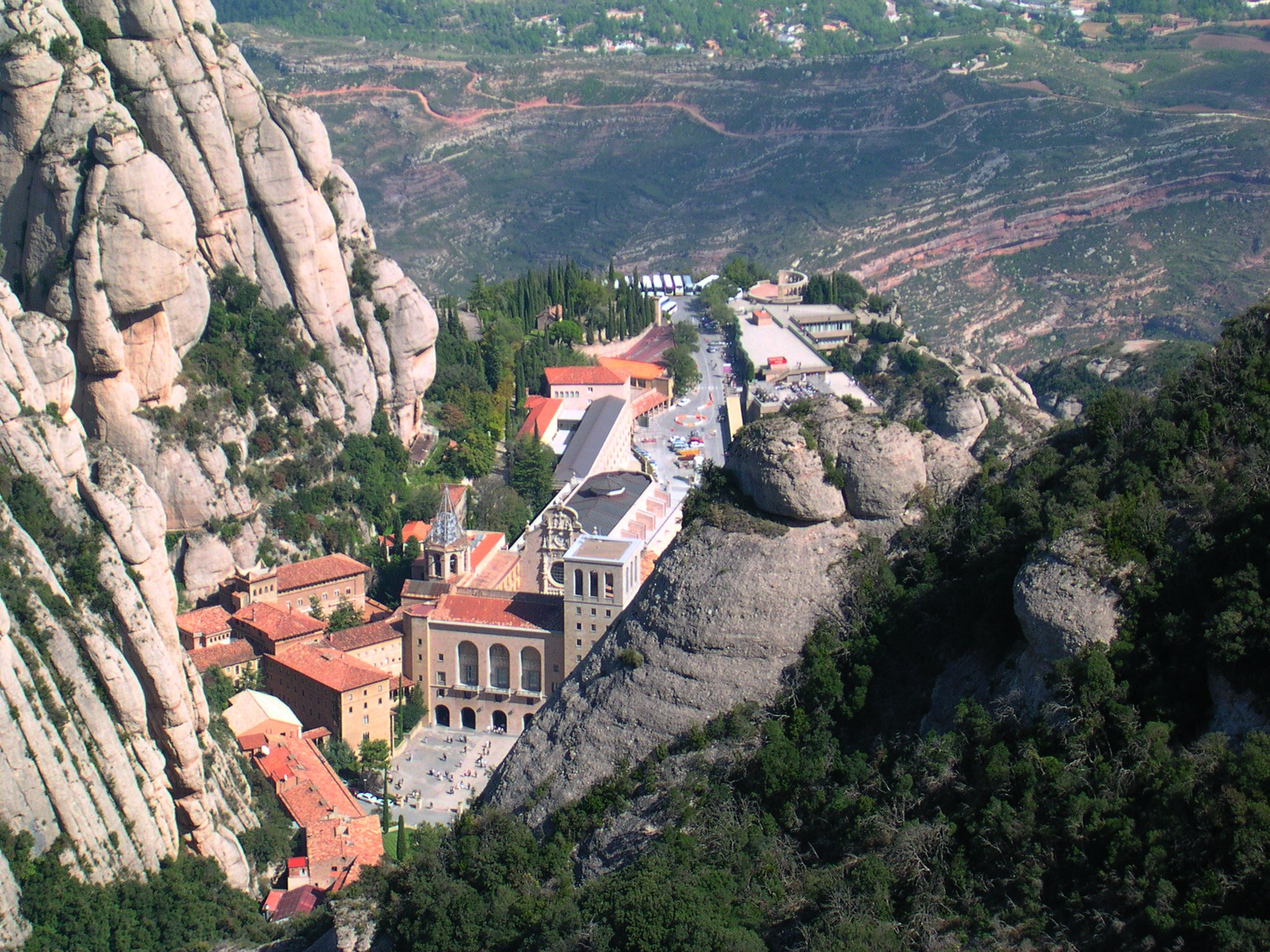
Monestir de Montserrat
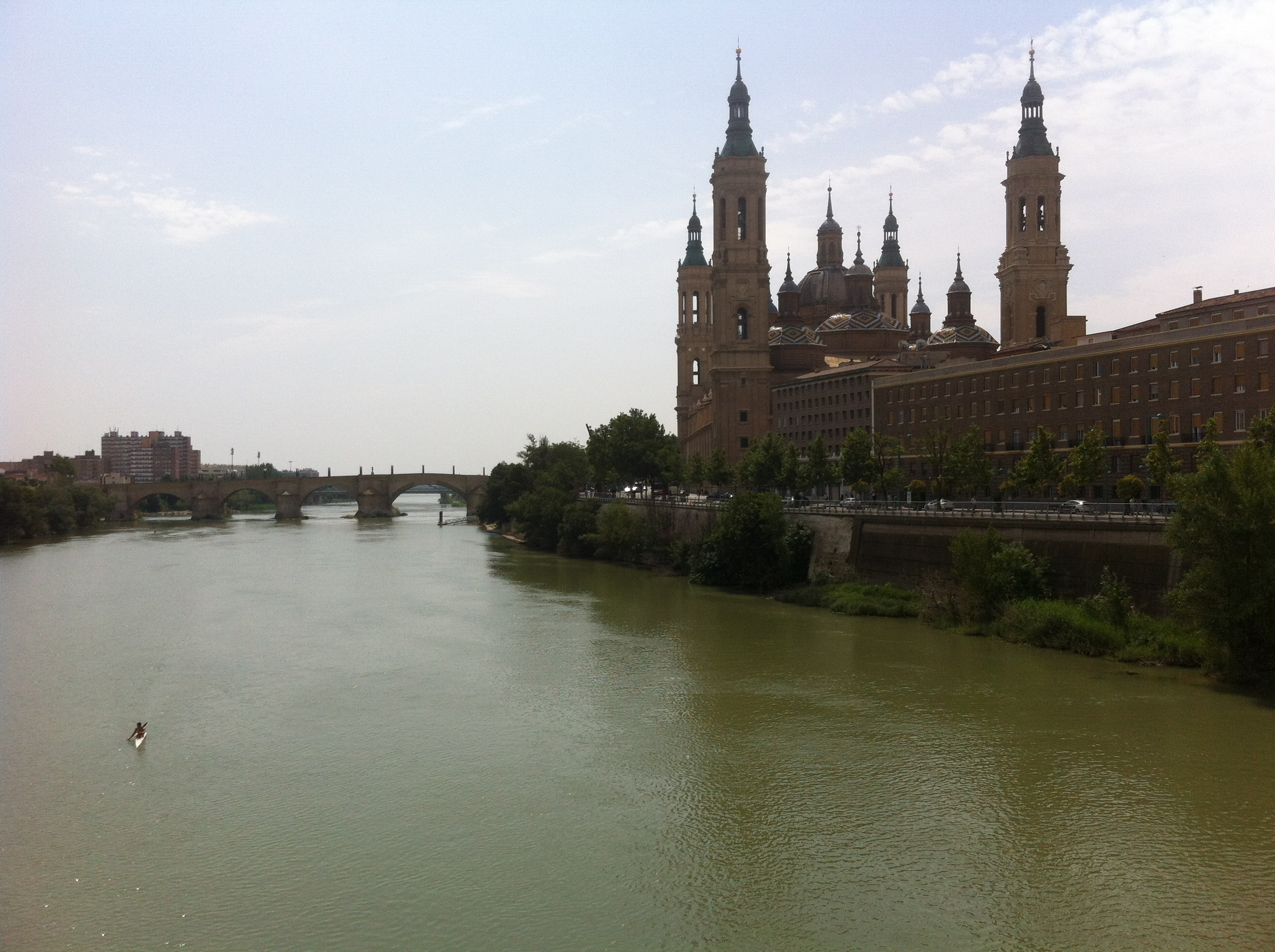
Basílica del Pilar
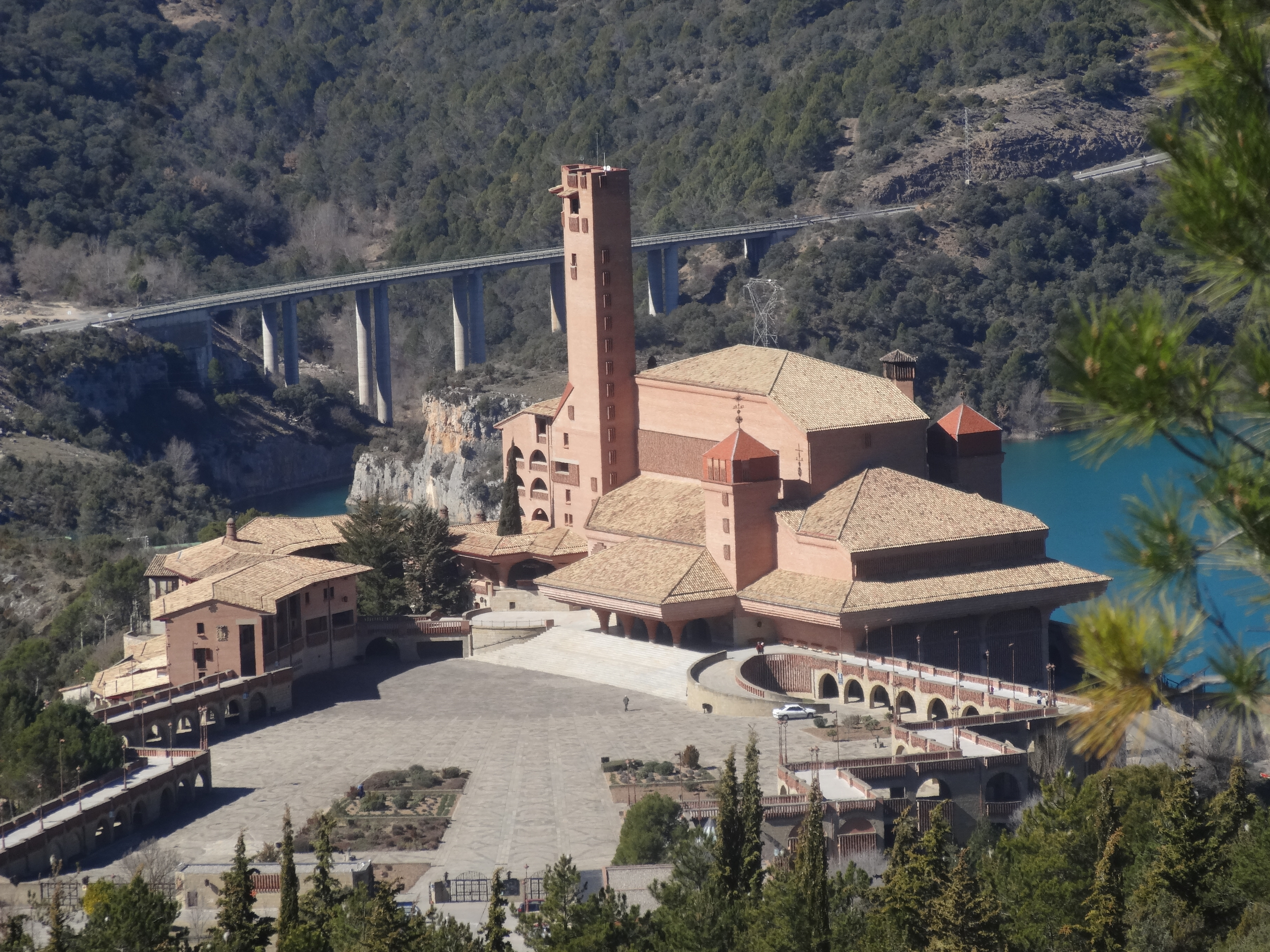
Santuari de Torreciutat
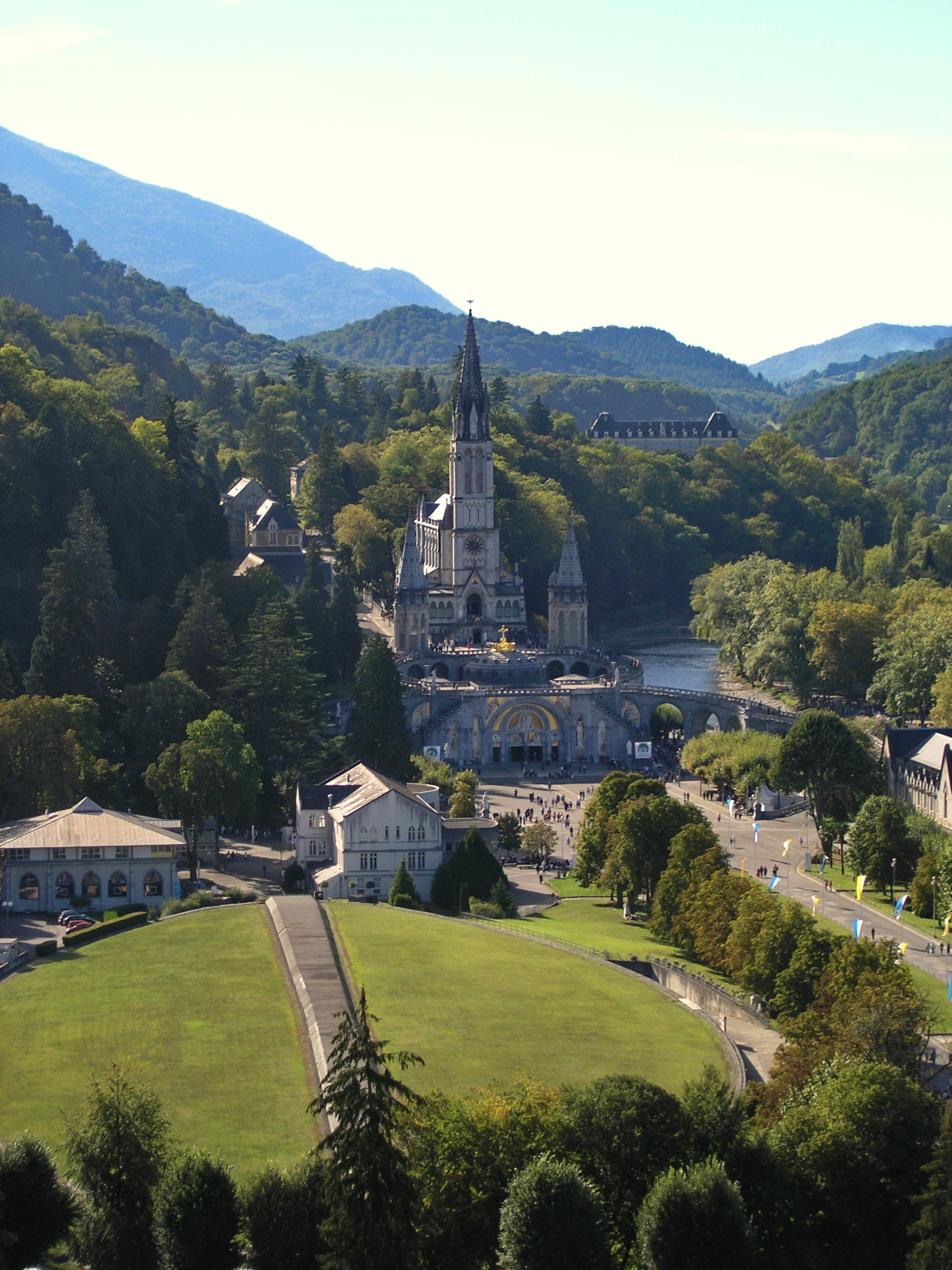
Santuari de Lorda